# Попели
Попели (укр. Попелі) — село в Бориславской городской общине Дрогобычского района Львовской области Украины.
Население по данным 2020 года составляло 2492 человека. Занимает площадь 0,489 км². Почтовый индекс — 82184. Телефонный код — 3248.